# Верхнее Махаргимахи
Верхнее Махаргимахи (дарг. Хъар Махӏаргимахьи) — село в Сергокалинском районе Дагестана.
Входит в состав Бурдекинской сельской администрации (включает села: Бурдеки, село Верхнее Махаргимахи, село Нижнее Махаргимахи).

## География
Село расположено в 20 км к югу от районного центра — села Сергокала.

## Население
| 1895 | 1926 | 1939 | 1970 | 1989 | 2002 | 2010 |
| ---- | ---- | ---- | ---- | ---- | ---- | ---- |
| 213  | ↗216 | ↗268 | ↘137 | ↘88  | ↗152 | ↘96  |
| 2021 |      |      |      |      |      |      |
| ↗126 |      |      |      |      |      |      |

## Природные ресурсы
Месторождения известняков.

## Народные промыслы
Утерян промысел — производство поставцов, солонок и др. изделий из дерева.